# Хенгерсберг
Хенгерсберг (њем. Hengersberg) град је у њемачкој савезној држави Баварска. Једно је од 26 општинских средишта округа Дегендорф. Према процјени из 2010. у граду је живјело 7.704 становника. Посједује регионалну шифру (AGS) 9271125.

## Географски и демографски подаци
Хенгерсберг се налази у савезној држави Баварска у округу Дегендорф. Град се налази на надморској висини од 311 метара. Површина општине износи 45,8 km². У самом граду је, према процјени из 2010. године, живјело 7.704 становника. Просјечна густина становништва износи 168 становника/km².

## Међународна сарадња
| Мјесто     | Држава   | Врста сарадње | Од    |
| ---------- | -------- | ------------- | ----- |
| Гунскирхен | Аустрија | партнерство   | 1990. |
| Извор      |          |               |       |